# David Ruíz
David Ruíz, właśc. David Antonio Ochoa Posas (ur. 8 lutego 2004 w Miami) – honduraski piłkarz z obywatelstwem amerykańskim występujący na pozycji defensywnego lub środkowego pomocnika, reprezentant Hondurasu, od 2023 roku zawodnik amerykańskiego Interu Miami.
Jego rodzice pochodzą z Hondurasu.